# Humshaugh
Humshaugh är en ort och civil parish i Storbritannien.   Den ligger i grevskapet och kommunen Northumberland i riksdelen England, i den centrala delen av landet, 400 km norr om huvudstaden London. Humshaugh ligger 89 meter över havet och antalet invånare är 622.
Terrängen runt Humshaugh är platt norrut, men söderut är den kuperad. Humshaugh ligger nere i en dal. Runt Humshaugh är det ganska glesbefolkat, med 26 invånare per kvadratkilometer. Närmaste större samhälle är Hexham, 7,7 km söder om Humshaugh. Trakten runt Humshaugh består i huvudsak av gräsmarker.